# Gaurax flavithorax
Gaurax flavithorax är en tvåvingeart som först beskrevs av Oswald Duda 1930.  Gaurax flavithorax ingår i släktet Gaurax och familjen fritflugor. Inga underarter finns listade i Catalogue of Life.